# Lâu đài Lenzburg
Lâu đài Lenzburg (tiếng Đức: Schloss Lenzburg) nằm trên khu vực cũ của thị trấn Lenzburg ở bang Aargau, Thụy Sĩ. Nó được xếp hạng trong số lâu đài lâu đời và quan trọng nhất của Thụy Sĩ. Tọa lạc trên ngọn đồi gần như tròn (độ cao: 504 m), cao khoảng 100 m (330 ft) so với vùng đồng bằng xung quanh và có đường kính khoảng 250 m (820 ft). Những phần lâu đời nhất của lâu đài có từ thế kỷ 11, khi Bá tước Lenzburg cho xây dựng làm chỗ ở. Lâu đài hiện là bảo tàng lịch sử và di sản quốc gia.

## Lịch sử
Ngọn đồi nổi bật là một khu định cư thời tiền sử.
Truyền thuyết kể rằng đã từng có một con rồng sống trong một hang động trên sườn đồi, bị đánh bại bởi hai hiệp sĩ bá tước Wolfram và Guntram. Những người chịu ơn đã cho phép họ xây dựng một lâu đài trên đỉnh đồi.
Năm 1077, lâu đài thuộc sở hữu của nhà Ulrich. Năm 1173, Ulrich IV - bá tước Lenzburg cuối cùng - đã trao cho Hoàng đế Friedrich I của Đế quốc La Mã Thần thánh là người thừa kế cá nhân theo ý muốn của mình; họ đã chiến đấu cùng nhau trong cuộc Thập tự chinh thứ hai. Hoàng đế đã đến lâu đài Lenzburg và đích thân giám sát việc phân chia di sản, trao phần lớn đất đai cho con trai ông, Bá tước Otto của Burgundy. Tuy nhiên, sau cái chết của Otto vào năm 1200, Nhà Staufer đã buộc phải rút khỏi Aargau.
Năm 1230, lâu đài thuộc sở hữu của nhà Kyburg. Hartmann, Bá tước Kyburg cuối cùng, mất năm 1264 mà không có nam nhân thừa kế. Rudolph I, Bá tước Habsburg và sau đó là Vua La Mã Đức, chọn người thừa kế là Anna xứ Kyburg, dưới sự bảo vệ của ông và sau đó bà kết hôn với Eberhard I của Habsburg-Laufenburg. Năm 1273, Rudolph chiếm hữu lâu đài và năm 1275 lâu đài trở thành lâu đài hoàng gia.
Vào ngày 20 tháng 8 năm 1306, lâu đài là nơi ở của Bá tước Frederick Công chính. Từ năm 1339, Bá tước Frederick II của Tyrol-Áo cư trú tại lâu đài. Ông đã kết hôn với một cô con gái của Vua Edward III của Anh và xây dựng Hội trường Hiệp sĩ cho mục đích này, nhưng lại chết vào năm 1344 mà chưa kịp nhìn thấy đối phương, cũng như, tòa nhà vẫn chưa hoàn thành. Sau năm 1369, gia đình Schultheiss-Ribi là người thuê mướn lâu đài. Năm 1375, lâu đài chịu một cuộc vây hãm của quân Gugler.
Năm 1415, lâu đài là nơi xảy ra cuộc chiến giữa Sigismund, Quốc vương Đức và Frederick IV, Công tước Áo. Năm 1444, lâu đài trở thành nơi thu thuế, thực hiện các chức năng hành chính, tư pháp và cảnh sát và hiệu lực của nghị định quân sự. Cá nhân chủ chốt cư trú trong lâu đài giai đoạn này là Adrian I của Bubenberg. Vào năm 1509-1510, những công việc tái thiết lâu đài diễn ra bao gồm việc phá hủy một phần và xây dựng lại Hội trường Hiệp sĩ còn dang dở. Năm 1518 đã xảy ra hỏa hoạn nghiêm trọng.
Năm 1520, Landvogt nhận được một nơi ở mới, Landvogtei. Năm 1624, Landvogt Joseph Plepp đã vẽ những bản vẽ và kế hoạch chính xác đầu tiên của lâu đài, vào thời điểm đó đã có sự xuất hiện của một trang trại kiên cố. Kế hoạch của ông đã hình thành cơ sở cho những kế hoạch kế sau nhằm mở rộng nó thành một pháo đài. Đầu tiên, vào năm 1625, một bức tường rèm đôi và cổng đôi được xây dựng ở một vị trí mới ở phần phía bắc và chiều cao của các kè đất ở phía đông và phía nam đã được tăng lên. Từ 1642 đến 1646, một bức tường cao mười một mét đã được nâng lên để tạo thành pháo đài phía đông. Tuy nhiên, việc thiếu tiền ngăn cản thực hiện các dự án còn lại. Ngoài ra, pháo đài phía đông có một nhược điểm lớn: nước mưa thấm qua các bức tường liền kề và khiến nơi cư trú của Landvogt không thể ở được do ẩm ướt kéo dài. Vì lý do này, một nơi cư trú mới đã được xây dựng ở phần phía bắc giữa năm 1672 và 1674.
Trong thế kỷ 18, lâu đài trở thành một cửa hàng bán ngũ cốc lớn. Với mục đích này, các tòa nhà riêng lẻ đã được kết nối và để trống một phần. Điều này có nghĩa là đã có kho chứa hơn 5.000 tấn lúa mì. Vào năm 1822, Christian Lippe, một giáo viên hoạt động ở Hofwil, tỏ ra thích thú với lâu đài. Ông thuê nó và mở ra một tổ chức giáo dục. Năm 1853, tổ chức phải đóng cửa vì Lippe bị bệnh nặng.
Năm 1860, bang bán lại lâu đài với giá 60.000 franc cho Konrad Pestalozzi-Scotchburn ở Zürich. Năm 1872, với 90.000 franc, lâu đài lại thuộc sở hữu của Friedrich Wilhelm Wedekind. Ông này di cư đến San Francisco sau thất bại của Cách mạng Tháng Ba năm 1849 và ở đó đã tạo ra một sự nghiệp lớn trong Cuộc tìm vàng California. Trở về châu Âu vào năm 1864, để phản đối sự thống trị của Phổ đối với Đế quốc Đức, ông lại xuất cư một lần nữa, lần này đến Thụy Sĩ và định cư trong lâu đài. 6 đứa con của ông, trong đó có ca sĩ Erika Wedekind và các tác giả Frank Wedekind và Donald Wedekind, đã trải qua thời thơ ấu ở đó.
Để phân chia phần di sản có thể, gia đình Wedekind đã bán lâu đài vào năm 1893 với giá 120.000 franc cho nhà công nghiệp Mỹ Augustus Edward Jessup. Ông này đến từ Philadelphia, nhưng là một cư dân lâu đời của Anh. Dưới sự lãnh đạo của Jessup, lâu đài đã trải qua một cuộc cải tạo toàn diện. Bằng cách tháo dỡ các công trình xây dựng và quân sự mới xây, phần lớn đã trở lại nguyên trạng của nó vào thời Trung cổ. Ngoài ra, ông còn trang bị nội thất đắt tiền và lắp đặt những thiết bị hiện đại như hệ thống sưởi trung tâm, hệ thống ống nước và điện. Ông đã tiêu tốn nửa triệu franc từ tài sản cá nhân của mình cho việc này.
Một ông trùm công nghiệp người Mỹ khác, James Ellsworth, người sưu tầm nghệ thuật thời trung cổ, đã biết rằng Lâu đài Lenzburg có một chiếc bàn từ thời Friedrich Barbarossa. Mong muốn thêm nó vào bộ sưu tập của mình, ông ta không thể mua chiếc bàn mà không mua luôn toàn bộ lâu đài. Kết quả là, lâu đài lại đổi chủ vào năm 1911 với giá 550.000 franc. Con trai ông, nhà thám hiểm vùng cực Lincoln Ellsworth, thừa kế lâu đài vào năm 1925 nhưng sống ở đó không liên tục.
Sau cái chết của Lincoln Ellsworth năm 1951, quyền sở hữu lâu đài được chuyển cho góa phụ Marie Louise Ellsworth-Ulmer. Năm 1956, bà đã bán lâu đài cùng nội thất với giá 500.000 franc cho thị trấn Lenzburg và bang Aargau. Điều này giúp họ có thể mở cửa lâu đài cho công chúng ghé thăm. Năm 1960, nền tảng văn hóa Stapferhaus Lenzburg được thành lập và chuyển đến Hintere Haus. Giữa năm 1978 và 1986, lâu đài một lần nữa được cải tạo triệt để và một khu vườn kiểu Pháp được dựng ở tây nam. Năm 1987, bang đã chuyển các bộ sưu tập lịch sử văn hóa của mình đến lâu đài và mở Bảo tàng Lịch sử Aargau, năm 2007 trở thành Bảo tàng Aargau. Từ năm 2009, cảnh quan đã được cải tạo trong những giai đoạn khác nhau.

## Chủ sở hữu của lâu đài Lenzburg
c. 1000 - 1173: Bá tước của Lenzburg
- 1173: Hoàng đế Barbarossa
- 1173 - 1273: Bá tước Kyburg
- 1273 - 1415: Công tước và vua của Habsburg
- 1415 - 1798: Thành phố Bern (sở hữu đầy đủ từ năm 1433, trụ sở của Landvogt từ năm 1444)
- 1803 - 1860: Canton of Aargau (thuê từ năm 1822 đến 1853 làm trường nội trú)
- 1860 - 1872: Konrad Pestalozzi Scotchburn
- 1872 - 1893: Tiến sĩ Friedrich Wilhelm Wedekind (cha của nhà viết kịch Frank Wedekind)
- 1893 - 1911: Augustus Edward Jessup
- 1911 - 1925: James W. Ellsworth
- 1925 - 1951: Lincoln Ellsworth, con trai của James
- 1951 - 1956: Marie Luise Ellsworth-Ulmer, góa phụ của Lincoln
- 1956 - nay: Canton of Aargau (thông qua một nền tảng chung với thị trấn Lenzburg)

## Kiến trúc
Lâu đài có một số công trình nổi bật như Tòa nhà Gothic Landvogtei ba tầng, Pháo đài phía đông, Cung điện, Hội trường hiệp sĩ, Nhà Stapfer.